# Gilles Ménage
Gilles Ménage (Angers, 1613. augusztus 15. – Párizs, 1692. július 23.) francia tudós.

## Életpályája
Gilles Ménage 1613-ban született a franciaországi Angers-ben, Guillaume Ménage angers-i királyi ügyvéd fiaként. Jó memóriája és a tanulás iránti lelkesedése által gyors sikereket ért el irodalmi és szakmai tanulmányaiban, és még húszéves kora előtt ügyvédi gyakorlatot folytatott Angers-ben. 1632-ben több ügyben is védekezett a párizsi parlament előtt.
Betegsége miatt később felhagyott jogi hivatásával az egyház kedvéért. Montdidier priorja lett anélkül, hogy felszentelték volna, és néhány évig Jean-François Paul de Gondi (akkor a párizsi érsek koadjutora) háztartásában élt, ahol szabadidejében irodalmi tevékenységet folytatott. Gyakran járt Madeleine de Scudéry regényíró szalonjába, ahol többek között ő is találkozott az ifjú Sévigné márkinéval.
Valamikor 1648 után összeveszett pártfogójával, és a párizsi Notre-Dame de Paris kolostorába vonult vissza, ahol szerda esténként maga köré gyűjtötte azokat az irodalmi összejöveteleket, amelyeket "Mercuriales"-nek nevezett, többek között lakói voltak Jean Chapelain, Paul Pellisson, Valentin Conrart, Jean François Sarrazin és Du Bos is. Marie-Madeleine Fayette, a későbbi nagy írónő nevelője volt, akihez nagyon ragaszkodott. Felvették a firenzei Accademia della Cruscába, de maró szarkazmusa miatt kizárták az Académie française-ból. Ménage sok ellenséget szerzett magának, és sokat szenvedett Nicolas Boileau és Molière szatírái alatt. Molière a pedáns Vadius szerepében halhatatlanná tette őt a Les Femmes savantes című művében, amely portréval Ménage úgy tett, mintha nem törődne.
1664-ben Londonban kiadta Diogenész Laërtiosz Jeles filozófusok élete című művét, amely tartalmazta Arisztotelész szerkesztetlen, névtelen életét; ezt az életet "Vita Menagiana" néven ismerték Ingemar Düring kritikai kiadása előtt (Arisztotelész az antik életrajzi hagyományban Stockholm: Almqvist & Wiksell 1957; reprinted New York, Garland, 1987, pp. 80-93) "Vita Hesychii" címmel (a milétosi Hesychiusnak való tulajdonítás vitatott). 1690-ben Historia Mulierum Philosopharum címmel kiegészítést is kiadott Diogenész Laërtius művéhez. Ez több mint tudományos összeállítás 65 filozófusnőről, akiket az ókori írók könyveinek tanulmányozása során talált. Szándékában állt megalkotni ezeknek a nőknek a történetét, és művét Anne Dacier-nek ajánlotta, akit bevezetőjében úgy jellemzett, mint "a legtudósabb nőt, akár a jelen, akár a múlt női között".
Ménage Gilles 1692. július 23-án halt meg Párizsban. Halála után barátai Menagiana címmel kiadták szellemeskedéseinek és asztali beszélgetéseinek gyűjteményét. Ennek a gyűjteménynek Bernard de la Monnoye kiadása (2 kötet, 1693/4) kedvező fogadtatásra talált.

## Fontosabb munkái
- Poemata latina, gallica, graeca, et italica (1656)
- Observationes et emendationes in Diogenem Laertium Paris 1663 (reprint: London, 1664; Amsterdam, 1692).
- Origini della lingua italiana (1669)
- Dictionnaire etymologique (1650 és 1670)
- Observations sur la langue française (1672-1676)
- Histoire de Sablé (1686) E mű második részét a kéziratból szerkesztette és 1873-ban J. B. Haureau adta ki.
- Anti-Baillet (1690)
- Historia mulierum philosopharum (1690) - francia nyelvű fordítása mint: "Histoire des femmes philosophes", Gilles Ménage; 2006, Párizs; Editions Arléa (latinból franciára fordította Manuella Vaney, bevezetővel Claude Tarrene); 96 oldal, ISBN 2-86959-719-3 - (Lásd: Histoire des femmes philosophes).

## Angol fordítások
- The History of Women Philosophers latinból fordította Beatrice H. Zedler bevezetőjével, Lanham: University press of America (1984)

## Külső hivatkozások
- Gilles Ménage által vagy róla írt művek az Internet Archive-ban